# Agelenoidea
Agelenoidea è una  superfamiglia di aracnidi araneomorfi che comprende due famiglie:
- Agelenidae C.L.KOCH, 1837
- Amphinectidae FORSTER & WILTON 1973